# エバデダン・ラリー
エバデダン・ラリー・アイケー（Larry IK Evbade-dan, 2000年8月18日 - ）は、日本の男子バレーボール選手。

## 来歴
岐阜県海津市出身。兄の影響でバレーボールを始める。
松本国際高等学校を経て筑波大学に進学。
2021年12月28日、パナソニックパンサーズは当時大学3年のエバデダンの入団が決定したと発表した。現役大学生選手（大学4年生の内定選手以外）の加入はパナソニックとして初の取り組みである。2022年1月16日、V1リーグの大分三好ヴァイセアドラー戦第3セットで途中出場を果たし、V1デビューを果たすと、3月6日の東レアローズ戦ではスタメン出場を果たし、チームの勝利に貢献した。
2022年4月、V1終了をもって一度パナソニックを退団し筑波大学に戻った。
2022年、日本代表登録メンバーに選出された。日本代表として、AVCカップで全試合にスタメン出場し、チームの準優勝に貢献した。
2022年10月3日、パナソニックに内定したと発表された。全日本インカレが終わるまでは筑波大学でプレーし、2023年1月7日のリーグ戦よりパナソニックの選手として登録された。
2023年10月、「パリオリンピック男子予選 POOL B」（ 日本・東京都／国立代々木第一体育館）では髙橋健太郎の負傷離脱により急遽日本代表に登録され、最終戦のアメリカ合衆国戦で先発出場を果たした。

## 球歴
- 日本代表（2022年 - ）
  - AVCカップ - 2022年
  - パリオリンピック男子予選 POOL B
  - ネーションズリーグ - 2023年、2024年、2025年

## 受賞歴
2025年 - 2024-25 SV.LEAGUE MEN ベストミドルブロッカー

## 所属チーム
- 松本国際高等学校
- 筑波大学（2019-2023年）
  - パナソニックパンサーズ（2022年1月-4月）#23
- パナソニックパンサーズ/大阪ブルテオン（2023年-）

## 人物
- 父はナイジェリア人、母は日本人[14]。
- 兄のエバデダン・ジェフリー・宇意もバレーボール選手（ミドルブロッカー）で、富士通カワサキレッドスピリッツに所属している[4]。